# Balones
Balones è un comune spagnolo situato nella comunità autonoma Valenciana.